# Benifallet
Benifallet est une commune de la province de Tarragone, en Catalogne, en Espagne, de la comarque de Baix Ebre

## Géographie
Benifallet est situé au sud de la Catalogne, il fait partie de la province de Tarragone et se trouve dans la région administrative du Bas Ebre (Baix Ebre). En 2010, il comptait 788 habitants. Sa superficie est de 62,4 km2. Il se situe à côté du fleuve Ebre sur un petit promontoire, à une altitude de 19 m.

## Histoire
Benifallet apparaît pour la première fois dans des documents datant de 1153. En 1208, le roi Pierre le Catholique donna le château à Guillaume de Cervera. En 1215, celui-ci l'offrit aux Templiers. Ultérieurement, il fut rendu à la couronne.

## Économie
Les habitants de Benifallet vivent surtout de l'agriculture, oranges, citrons, mandarines et oliviers.

## Lieux et monuments
L'église est dédiée à la Nativité. Elle fut construite en 1653 et restaurée après la guerre civile espagnole. Dans les hauts du village, on trouve l'ancien temple, construit au XIIIe siècle, de style roman. On y trouve deux tombes datées de 1298 et de 1300 ainsi que diverses fresques.
Dans la chaîne de Cardó on trouve l'ancien couvent de Saint Hilaire, fondé en 1605 par des moines carmélites. Il fut occupé au maximum par 30 personnes (moines et ermites). En 1835, il perdit sa condition de couvent. L'ancienne église, construite au XVIIIe siècle, est actuellement un musée.
En 1866, on construisit un balnéaire très près du couvent utilisant les eaux médicinales (riches en bicarbonate et arsénic) de la rivière Cardó. En 1938, il fut utilisé par les troupes républicaines en tant qu'hôpital avant de redevenir un établissement de bains entre 1940 et 1967. Le lieu est actuellement en train d'être rénové en vue de sa prochaine réouverture.
Sur le territoire de la commune, on y compte une formation de 6 grottes naturelles dont 2 visitables. Les Meravelles sont les plus impressionnantes. On peut y voir des stalactites, des stalagmites, des gours et autres formations rocheuses ainsi que des excentriques qui, se jouant de la gravité y poussent de manière inexplicable dans toutes les directions possibles.

### Galerie

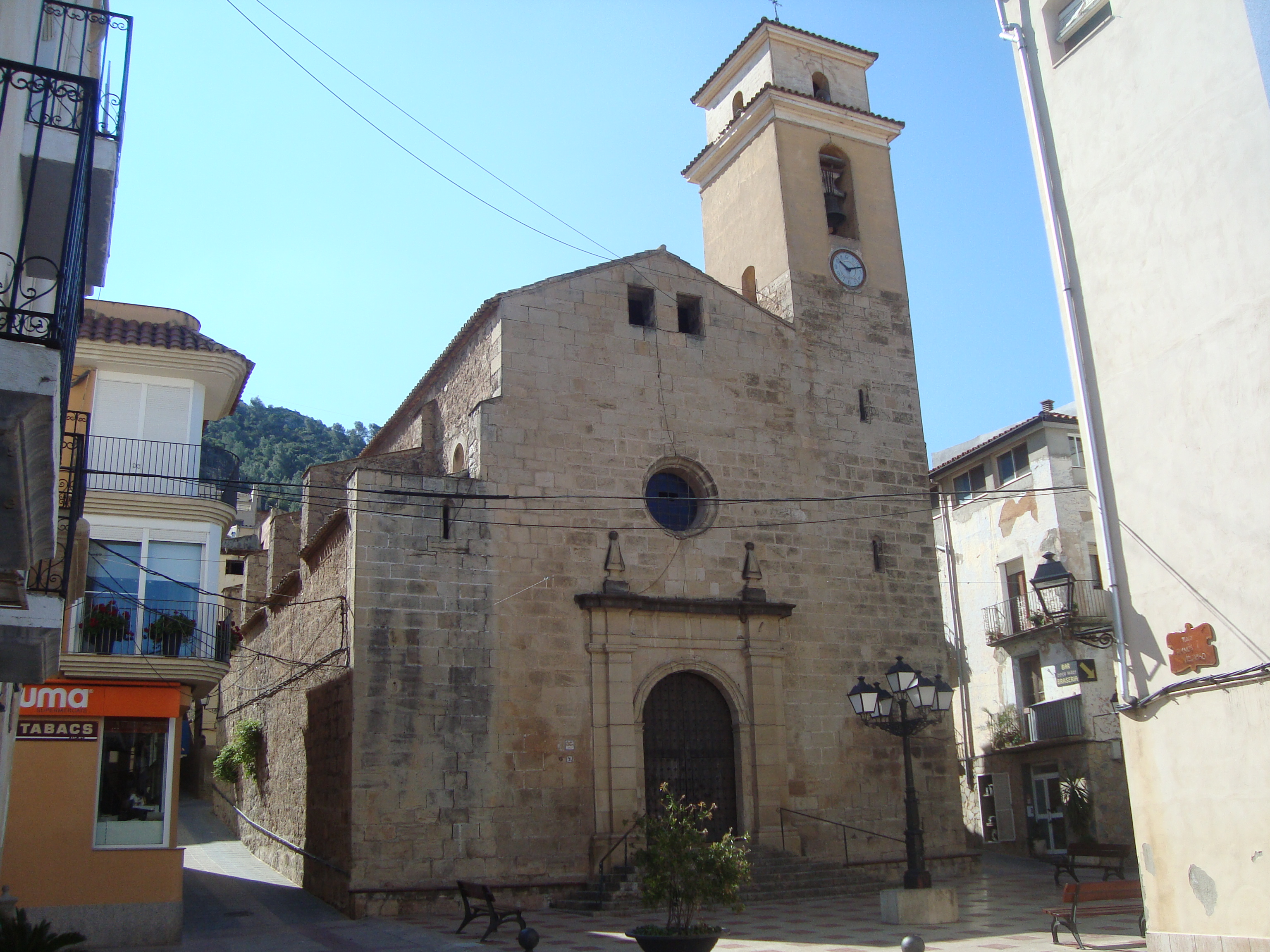
L'église.
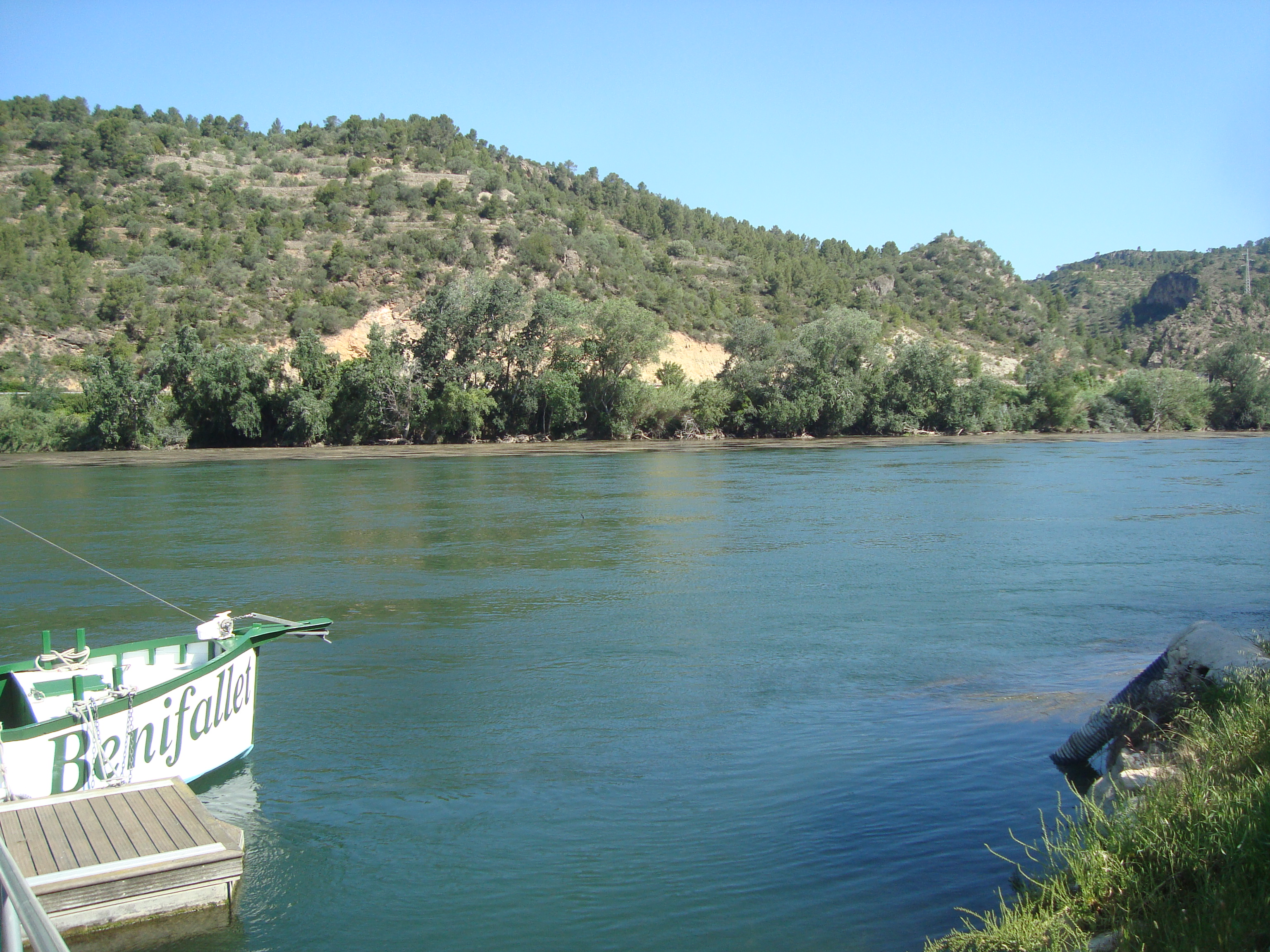
Le río Ebro.
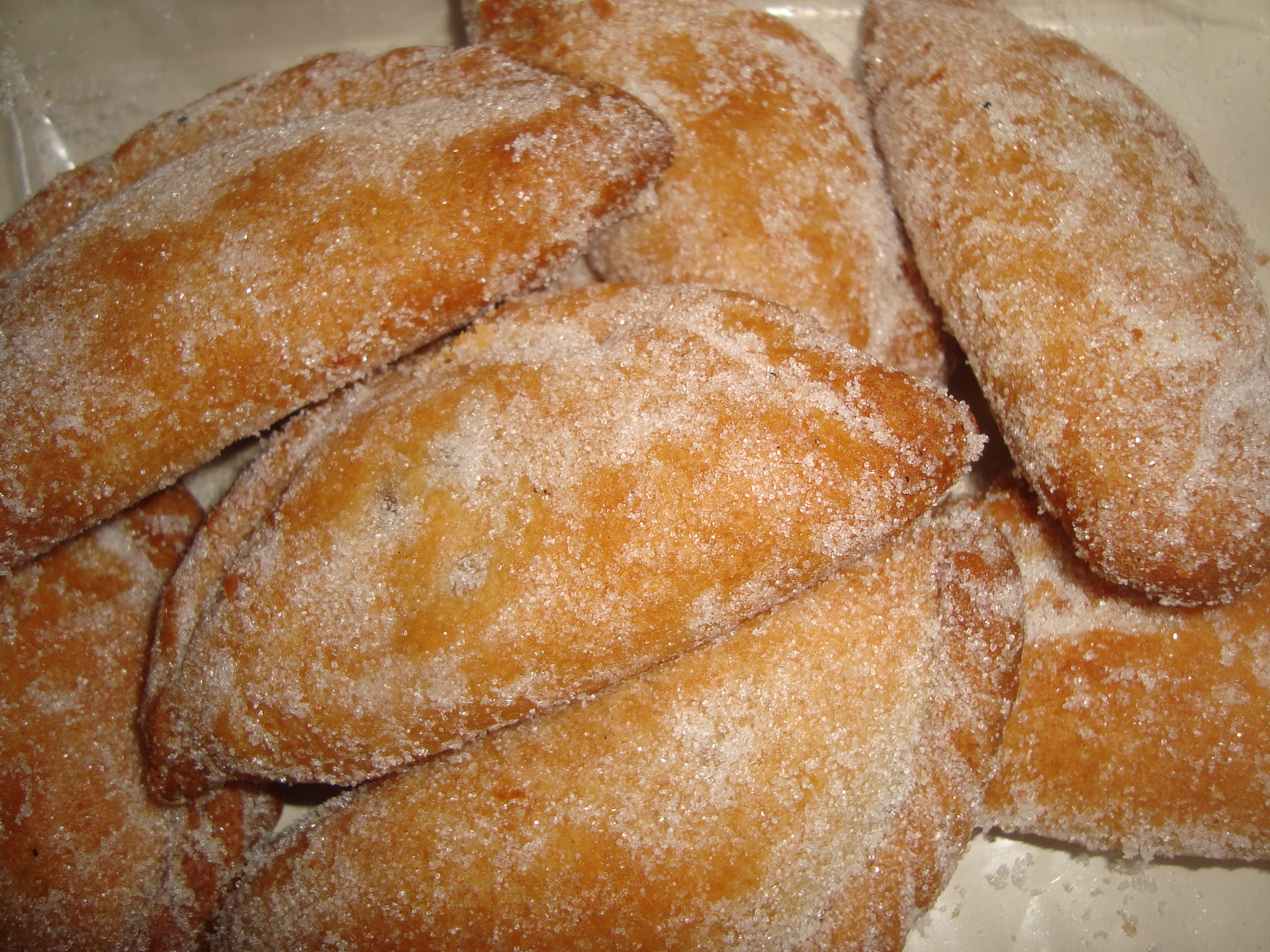
Pâtisseries.
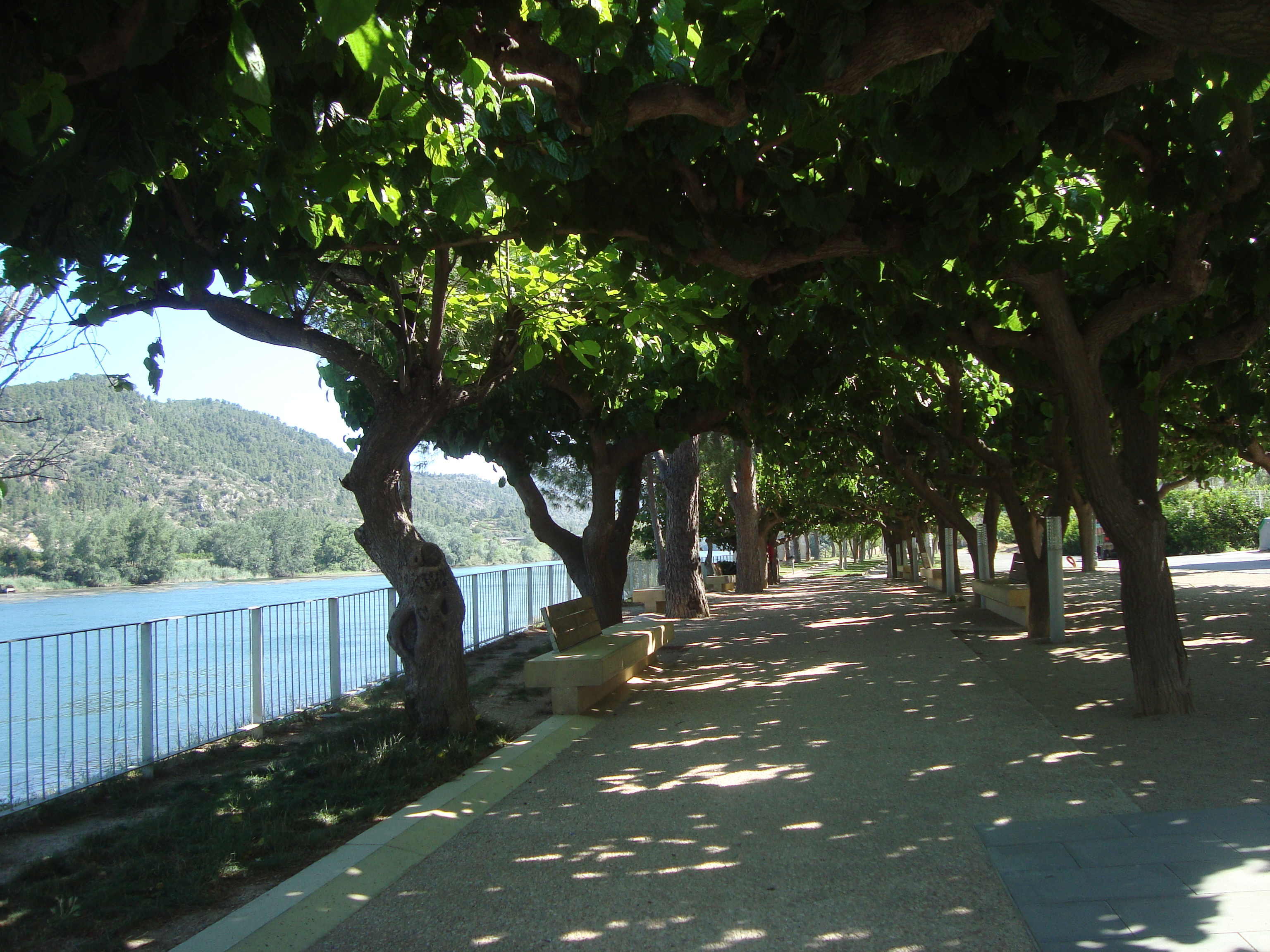
Rives de l'Èbre.
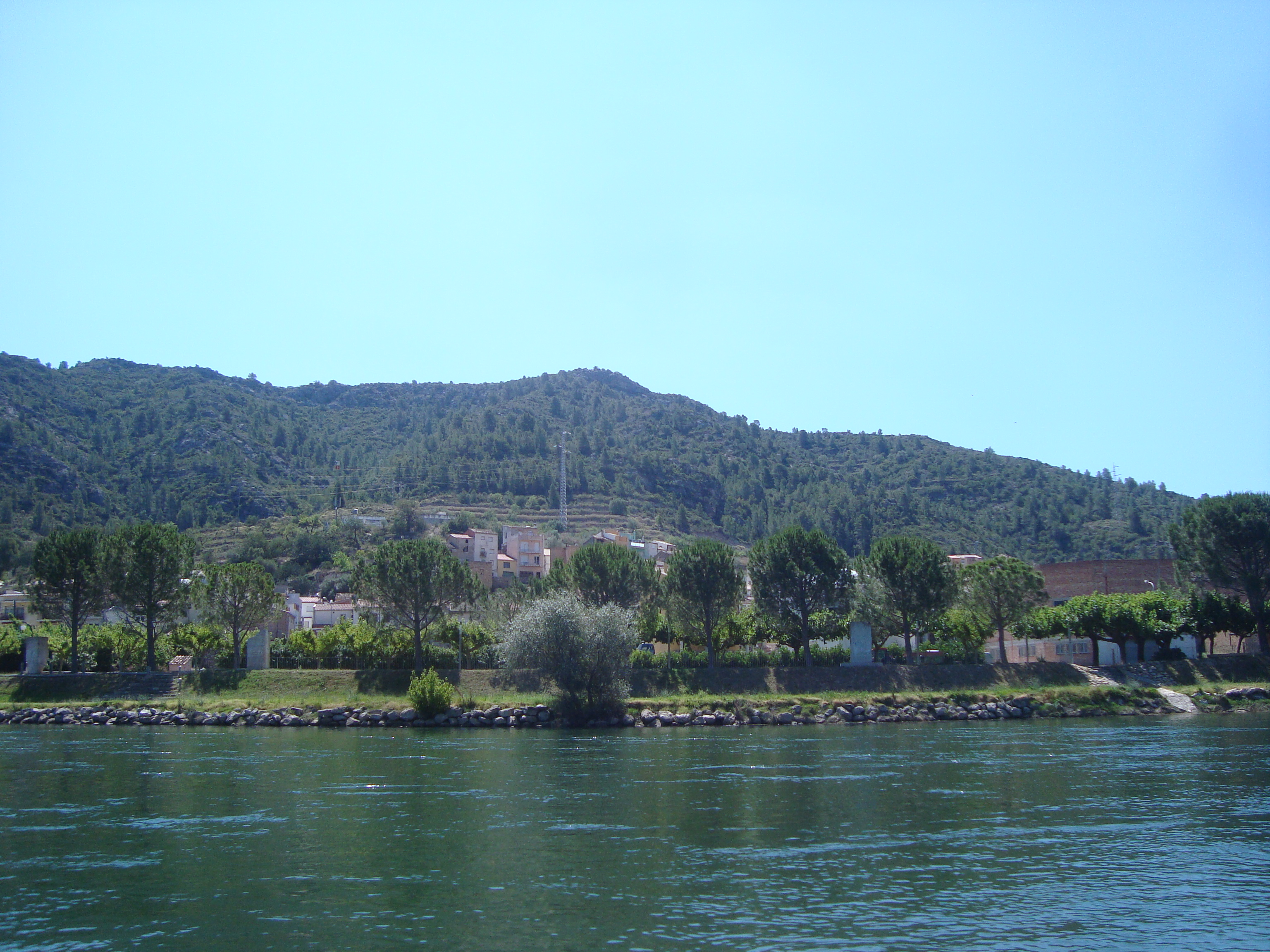
Benifallet.
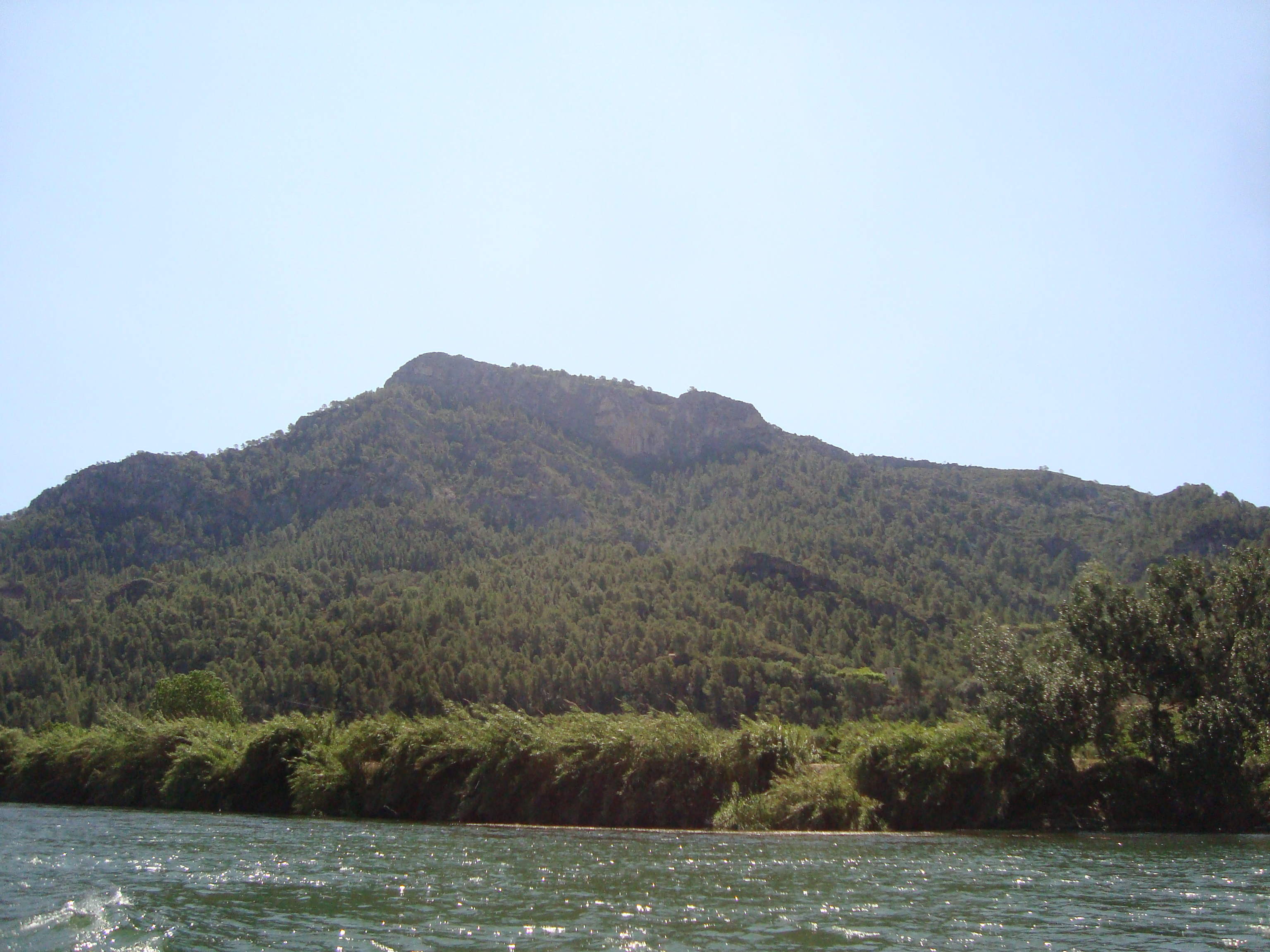
Les Sierras de Cardó-el Boix.